# フランツ・クサーヴァー・シュヴァルツ
フランツ・クサーヴァー・シュヴァルツ（Franz Xaver Schwarz、1875年11月27日 - 1947年12月2日）は、ドイツの陸軍軍人、政治家。国民社会主義ドイツ労働者党財政全国指導者。同党の古参党員として党財政に大きな役割を果たした。陸軍の最終階級は中尉。また親衛隊の名誉指導者でもあり、親衛隊での最終階級は親衛隊上級大将。

## 来歴

### 生い立ち
1875年、バイエルン王国ギュンツブルクのパン屋に8人兄弟の第7子として生まれる。職業訓練学校で高校レベルの教育を受け、1895年にバイエルン陸軍歩兵連隊に入隊。1899年に軍曹で除隊し、8月26日にベルタ・ブリューワーと結婚する。
1900年から1925年にかけてミュンヘン市議会で勤務し、ギュンツブルク地方裁判所の勤務を経て公証人として働く。第一次世界大戦では歩兵少尉として従軍するが、深刻な胃痛により軍務を遂行出来ないと判断され、1916年初頭に中尉で退役し、戦後は民族主義団体ドイツ民族防衛同盟及び郷土軍に加入する。

### ナチ党入党

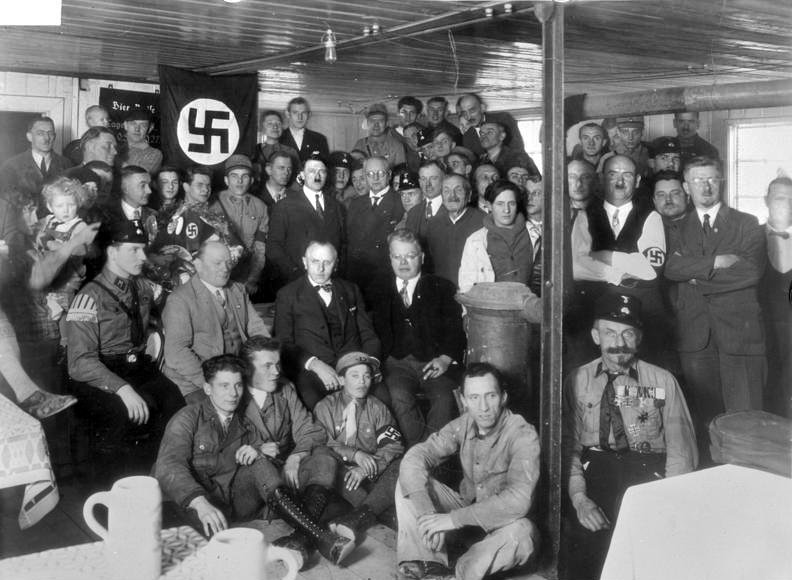
1930年12月、褐色館改修完了を祝うヒトラー、シュヴァルツ（中央背広の人物）らナチ党員

1922年にナチ党に入党し、1923年のミュンヘン一揆にも参加した。党が活動を禁止された後は、1924年に結成された偽装政党「大ドイツ民族共同体」に参加し、会計係を務める。
1925年2月27日、ナチ党の再結成に参加（党員番号6）し、財政全国指導者に任命され、党出納局に配属される。これ以降、シュヴァルツはナチス・ドイツ崩壊までの20年間に渡り、党財政の管理を担当した。また、アドルフ・ヒトラーの『我が闘争』出版のための資金集めにも尽力した他、1930年4月から5月にかけて、新しい党本部を探し、褐色館の購入交渉を担当した。
1931年12月18日、突撃隊中将に任命され、1932年6月13日には親衛隊に入隊した（隊員番号38,500）。1933年3月ドイツ国会選挙にフランケン地方から出馬して国会議員となり、7月1日に親衛隊大将となる。また、10月からはドイツ法律アカデミーのメンバーとなり、1944年まで務めた。11月9日には突撃隊大将に昇進した。

### 党財政の責任者

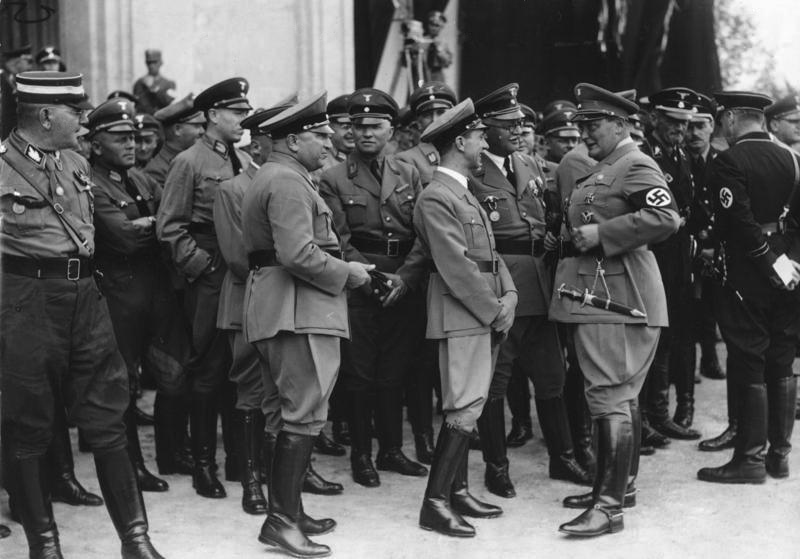
1936年9月、ニュルンベルク党大会でゲッベルスやゲーリングと話し込むシュヴァルツ（両者の間にいる眼鏡をかけた人物）

1938年5月2日、ヒトラーは党金庫を開ける際には、シュヴァルツの同意が必要とする旨を指示した。シュヴァルツは党財政の他に党員番号の管理も担当し、党員番号を通し番号制に改革した。これにより党員が死亡・離党した際には古い党員番号は欠番となり、党員番号は1945年には850万代まで肥大していった。シュヴァルツは党財政の強化に努め、1945年までの間に約10億ライヒスマルクの資産を集めた。ヒトラーは1935年11月27日のシュヴァルツ60歳の誕生日に出席し、彼の党財政に果たした役割を評価した。
一方、シュヴァルツは他の幹部と異なり、党内の政治闘争には関わらず、資金管理などの事務方に専念した。ヨーゼフ・ゲッベルスはシュヴァルツについて、1926年4月9日の日記の中で「必要のない男だ」と書いていたが、1944年11月には「最も信用の出来る男であり、立派な党員だ」と書いている。
1942年4月20日には親衛隊上級大将に昇進。この階級はシュヴァルツを含めて4人にしか授与されておらず（他の3人はヨーゼフ・ディートリヒ、パウル・ハウサー、クルト・ダリューゲ）、名誉指導者では唯一叙された。1944年6月5日、連合国によるミュンヘン空襲の際の行動を評価され、戦功十字章を授与される。第二次世界大戦末期には国民突撃隊の大隊指揮官を務めた。

### 死去

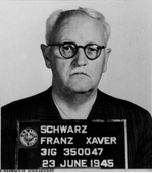
収容中のシュヴァルツ（1945年6 月23 日）

ドイツ敗戦後はアメリカ軍によって逮捕され、他の党幹部や軍幹部と共にモンドルフ＝レ＝バンのアシュカン収容所に収容された。アメリカ軍はナチ党の資金の行方を聞き出すため、シュヴァルツを8月にレーゲンスブルク近郊の収容所に移して尋問を開始するが、党の会計帳簿やシュヴァルツの日記は空襲で褐色館と共に焼失していたため、アメリカ軍はナチ党の資金の行方をつかむことは出来なかった。
シュヴァルツは1947年12月2日に第一次大戦以来患っていた胃痛が原因で死去し、死後の1948年9月に、ミュンヘンの非ナチ化裁判で戦争犯罪者に指定された。